# Бзура
Бзура (пољ. Bzura) је река у Пољској. Дуга је 166 km. Улива се у Вислу. 